# Hermiswil
Hermiswil  är en ort i kommunen Seeberg i kantonen Bern, Schweiz. Hermiswil var tidigare en självständig kommun, men den 1 januari 2016 inkorporerades kommunen i Hermiswil.